# Крепостни стени на Филипопол
Укрепителната система на Филипопол се състои от крепостни стени, кули и порти, част от чиито руини са запазени до днес в Пловдив.
Тя е служела за защита на античния град. Останките от укреплението включват крепостните стени на Небет тепе, Хисар капия, Източната порта и др. Съоръженията датират от IV век пр.н.е. до VII век; установени са 5 периода на строеж, укрепване и разширение.

## Укрепления
Предполага се, че първата крепостна стена на Филипопол е построена още през IV век пр.н.е. Фрагменти от тази укрепителна система са видими и днес по северните и северозападните склонове на Небет тепе. В този участък крепостната стена е била снабдена с малки отвори – потерни, които са водели до проходи – тунели вътре в скалата, чрез които посредством стълби се е стигало до северното подножие на хълма.
През I в. Филипопол е включен в пределите на Римската империя като основен град на провинция Тракия. За известен период не е имало необходимост за укрепване или разширение на съществуващите крепостни стени. През втори век обаче, при управлението на император Марк Аврелий, се налага укрепване на съществуващите и изграждане на нови крепостни стени, особено около града в равнината. Според надпис, открит в района на Източната порта, това строителство се е случило през 172 г. В ареала на Трихълмието римската крепостна стена следва елинистичната. В териториите, разположени източно и западно от трите тепета, се налага изграждане на нова стена, която да защити новите римски квартали на града, наричан тогава Тримонциум. Част от руините на тази част от крепостната система могат да се видят и днес под площад Джумаята, в непосредствена близост до Античния стадион на Филипопол. Фрагменти от стената, открити при археологически проучвания, дават възможност да се определи точно нейното трасе като оградената от нея площ възлиза на около 78 хектара
След нашествията на готите фортификационната система на Филипопол се възстановява, като до голяма степен тя следва трасето на стената от времето на Марк Аврелий. Новите условия обаче налагат и промени, като това особено добре личи в комплекса на Източната порта. Портата от предишния период е изоставена, като за сметка на това е дадено ново трасе на стената, а към нея е приобщена и съществувалата от II в. арка. В градежа на новата куртина (стена) са използвани квадри от предишни строителни периоди.
Филипопол придобива нова укрепителна система и по време на византийския император Юстиниан I. В този период градът отново се свива, като новото укрепление е изградено само около Трихълмието и до голяма степен следва елинистичното трасе. Най-добре запазените фрагменти от това укрепление могат да се видят днес в близост до църквата „Св. св. Константин и Елена“. Тук се наблюдава запазена в голяма височина над нивото на земята част от куртината и кръглата ъглова кула. Останалите кули са били триъгълни. Наблюдава се наличието и на втора стена, изградена пред тази, наречена протейхизма.
В началото на VII в. на Трихълмието се появява още една крепостна стена. Тази стена обаче не е изградена като пръстен около Трихълммието, а само доукрепява източната, южната и югозападната части, като на места е изградена директно върху руините на Античния град. За изграждането ѝ са употребени повторно различни архитектурни фрагменти от античните сгради на Филипопол – части от колони, фризове, капители и др.

## Галерия
- Античните крепостни стени стъпват средновековни укрепления и възрожденски къщи на площад „Атанас Кръстев“ в Стария град
- Останки от крепостни стени в Стария град
- Крепостната стена до античния стадион
- Крепостна стена от V-VI в. минава върху един от богатите квартали на Филипопол (в подножието на Джамбаз тепе)
- Източни крепостни стени на Небет тепе
- Източни крепостни стени на Небет тепе
- На Небет тепе се преплитат крепостни стени от античността и средновековието
- Хисар капия
- Останки от Източната порта
- Южна порта на Филипопол